# Andrea Crosariol
Andrea Crosariol (Milano, 11 novembre 1984) è un allenatore di pallacanestro ed ex cestista italiano.

## Biografia
È il figlio di Lella Battistella. Alto 2,12 m, ha giocato nel ruolo di centro.

## Carriera

### Giovanili e club
Cresciuto nelle giovanili del Petrarca Padova, si è trasferito a Piove di Sacco dove ha giocato per un paio di stagioni. Dopo un buon provino fu preso dal vivaio della Benetton Treviso.
Successivamente si trasferisce negli Stati Uniti per giocare nel campionato NCAA con i Fairleigh Dickinson Knights.
Dopo due stagioni, nel marzo 2006 ritorna a Treviso, dove fa in tempo a vincere lo scudetto.
Nell'estate 2006 passa alla Virtus Bologna con la formula del prestito biennale. Con le «V nere» arriva in finale contro la Montepaschi Siena, e pur perdendo, Crosariol dimostra di essere uno dei centri migliori del campionato italiano (celebre la sua schiacciata che mandò in frantumi il tabellone).
Poi dopo l'addio del coach Zare Markovski da parte della compagine virtussina, viene ceduto nel febbraio 2008 sempre in prestito, questa volta solo fino alla fine della stagione in corso, alla Lottomatica Roma, dove trova poco spazio.
Di nuovo in prestito per la stagione 2008-09, stavolta nelle file dell'Air Avellino, potendo disputare l'Eurolega e mettersi in mostra nella vetrina internazionale. Inoltre Andrea ritrova ad Avellino Zare Markovski e il play Travis Best che era stato suo compagno di squadra a Bologna.
Il 2 luglio 2009 firma un contratto quadriennale per tornare alla Lottomatica Roma, dove riesce a inserirsi come uno dei principali elementi nella prima parte di stagione.
L'11 agosto 2012, un anno prima della scadenza del contratto con Roma, rescinde con la squadra capitolina e si trasferisce alla Victoria Libertas Pesaro.
Il 23 settembre 2013 firma un contratto mensile con la squadra tedesca dell'Oldenburg.
Il 20 agosto 2015 firma un contratto in A2 Girone Ovest con la Viola Reggio Calabria.
Il 18 luglio 2017 viene ingaggiato dalla Pallacanestro Cantù.
Il 23 agosto 2018 scende di categoria e firma un biennale con la neopromossa in Serie A2 Pallacanestro Piacentina.
Nell'estate 2019, dopo 13 anni di carriera, si ritira dall'attività agonistica.. Come primo incarico, diventa assistente allenatore dell'Eurobasket Roma nella stagione 2020/2021.
Il 7 febbraio 2022 viene ufficializzato alla IVPC Del Fes Avellino come head coach sostituendo il precedente allenatore Giovanni Benedetto.
Nella stagione 2023/24 diventa assistente allenatore di Luca Banchi nella Virtus Bologna.

### Nazionale
Nell'estate 2006 è stato convocato in Nazionale, in occasione di alcune amichevoli. Ha partecipato alla spedizione azzurra ai campionato europeo 2007 in Spagna.
Nel novembre 2017 ritrova l'azzurro, convocato dal nuovo allenatore Meo Sacchetti in occasione delle qualificazioni ai mondiali 2019.

## Statistiche

### Cronologia presenze e punti in Nazionale
| Cronologia completa delle presenze e dei punti in Nazionale - Italia | Cronologia completa delle presenze e dei punti in Nazionale - Italia | Cronologia completa delle presenze e dei punti in Nazionale - Italia | Cronologia completa delle presenze e dei punti in Nazionale - Italia | Cronologia completa delle presenze e dei punti in Nazionale - Italia | Cronologia completa delle presenze e dei punti in Nazionale - Italia | Cronologia completa delle presenze e dei punti in Nazionale - Italia | Cronologia completa delle presenze e dei punti in Nazionale - Italia |
| Data                                                                 | Città                                                                | In casa                                                              | Risultato                                                            | Ospiti                                                               | Competizione                                                         | Punti                                                                | Note                                                                 |
| -------------------------------------------------------------------- | -------------------------------------------------------------------- | -------------------------------------------------------------------- | -------------------------------------------------------------------- | -------------------------------------------------------------------- | -------------------------------------------------------------------- | -------------------------------------------------------------------- | -------------------------------------------------------------------- |
| 26/06/2006                                                           | Osimo                                                                | Italia                                                               | 99 - 77                                                              | Venezuela                                                            | Torneo amichevole                                                    | 4                                                                    | [ 6 ]                                                                |
| 27/06/2006                                                           | Osimo                                                                | Italia                                                               | 83 - 67                                                              | Francia                                                              | Torneo amichevole                                                    | 8                                                                    | [ 7 ]                                                                |
| 30/06/2006                                                           | Porto Potenza Picena                                                 | Italia                                                               | 82 - 63                                                              | Giappone                                                             | Torneo amichevole                                                    | 5                                                                    | [ 8 ]                                                                |
| 01/07/2006                                                           | San Benedetto del Tronto                                             | Italia                                                               | 94 - 88                                                              | Francia                                                              | Torneo amichevole                                                    | 0                                                                    | [ 9 ]                                                                |
| 02/07/2006                                                           | Porto San Giorgio                                                    | Italia                                                               | 78 - 55                                                              | Cina                                                                 | Torneo amichevole                                                    | 2                                                                    | [ 10 ]                                                               |
| 29/07/2007                                                           | Bormio                                                               | Italia                                                               | 77 - 59                                                              | Turchia                                                              | Amichevole                                                           | 10                                                                   | [ 11 ]                                                               |
| 31/07/2007                                                           | Bormio                                                               | Italia                                                               | 86 - 65                                                              | Austria                                                              | Torneo amichevole                                                    | 9                                                                    | [ 12 ]                                                               |
| 01/08/2007                                                           | Bormio                                                               | Italia                                                               | 81 - 70                                                              | Croazia                                                              | Torneo amichevole                                                    | 6                                                                    | [ 13 ]                                                               |
| 03/08/2007                                                           | Bormio                                                               | Italia                                                               | 86 - 54                                                              | Australia                                                            | Torneo amichevole                                                    | 4                                                                    | [ 14 ]                                                               |
| 04/08/2007                                                           | Bormio                                                               | Italia                                                               | 72 - 66                                                              | Croazia                                                              | Torneo amichevole                                                    | 1                                                                    | [ 15 ]                                                               |
| 13/08/2007                                                           | Cagliari                                                             | Italia                                                               | 83 - 73                                                              | Lettonia                                                             | Torneo amichevole                                                    | 0                                                                    | [ 16 ]                                                               |
| 14/08/2007                                                           | Cagliari                                                             | Italia                                                               | 85 - 52                                                              | Polonia                                                              | Torneo amichevole                                                    | 5                                                                    | [ 17 ]                                                               |
| 20/08/2007                                                           | Atene                                                                | Italia                                                               | 81 - 84                                                              | Slovenia                                                             | Torneo Acropolis 2007                                                | 2                                                                    | [ 18 ]                                                               |
| 21/08/2007                                                           | Atene                                                                | Grecia                                                               | 72 - 62                                                              | Italia                                                               | Torneo Acropolis 2007                                                | 4                                                                    | [ 19 ]                                                               |
| 22/08/2007                                                           | Atene                                                                | Italia                                                               | 70 - 86                                                              | Lituania                                                             | Torneo Acropolis 2007                                                | 9                                                                    | [ 20 ]                                                               |
| 24/08/2007                                                           | Bamberga                                                             | Italia                                                               | 59 - 77                                                              | Russia                                                               | Torneo amichevole                                                    | 0                                                                    | [ 21 ]                                                               |
| 25/08/2007                                                           | Bamberga                                                             | Italia                                                               | 79 - 60                                                              | Portogallo                                                           | Torneo amichevole                                                    | 5                                                                    | [ 22 ]                                                               |
| 26/08/2007                                                           | Bamberga                                                             | Germania                                                             | 60 - 69                                                              | Italia                                                               | Torneo amichevole                                                    | 0                                                                    | [ 23 ]                                                               |
| 30/08/2007                                                           | Roma                                                                 | Italia                                                               | 52 - 73                                                              | Grecia                                                               | Amichevole                                                           | 2                                                                    | [ 24 ]                                                               |
| 03/09/2007                                                           | Alicante                                                             | Italia                                                               | 68 - 69                                                              | Slovenia                                                             | EuroBasket 2007 - 1ª fase a gironi                                   | 0                                                                    | [ 25 ]                                                               |
| 04/09/2007                                                           | Alicante                                                             | Italia                                                               | 62 - 69                                                              | Francia                                                              | EuroBasket 2007 - 1ª fase a gironi                                   | 8                                                                    | [ 26 ]                                                               |
| 05/09/2007                                                           | Alicante                                                             | Italia                                                               | 79 - 70                                                              | Polonia                                                              | EuroBasket 2007 - 1ª fase a gironi                                   | 0                                                                    | [ 27 ]                                                               |
| 08/09/2007                                                           | Madrid                                                               | Italia                                                               | 74 - 79                                                              | Lituania                                                             | EuroBasket 2007 - 2ª fase a gironi                                   | 0                                                                    | [ 28 ]                                                               |
| 10/09/2007                                                           | Madrid                                                               | Italia                                                               | 84 - 75                                                              | Turchia                                                              | EuroBasket 2007 - 2ª fase a gironi                                   | 4                                                                    | [ 29 ]                                                               |
| 12/09/2007                                                           | Madrid                                                               | Italia                                                               | 58 - 67                                                              | Germania                                                             | EuroBasket 2007 - 2ª fase a gironi                                   | 0                                                                    | [ 30 ]                                                               |
| 06/09/2008                                                           | Belgrado                                                             | Serbia                                                               | 72 - 52                                                              | Italia                                                               | Qual. Euro 2009                                                      | 7                                                                    | [ 31 ]                                                               |
| 10/09/2008                                                           | Porto San Giorgio                                                    | Italia                                                               | 75 - 68                                                              | Ungheria                                                             | Qual. Euro 2009                                                      | 4                                                                    | [ 32 ]                                                               |
| 13/09/2008                                                           | Vantaa                                                               | Finlandia                                                            | 62 - 69                                                              | Italia                                                               | Qual. Euro 2009                                                      | 6                                                                    | [ 33 ]                                                               |
| 17/09/2008                                                           | Torino                                                               | Italia                                                               | 82 - 81                                                              | Bulgaria                                                             | Qual. Euro 2009                                                      | 6                                                                    | [ 34 ]                                                               |
| 11/06/2009                                                           | Porto San Giorgio                                                    | Italia                                                               | 89 - 44                                                              | Stati Uniti                                                          | Torneo amichevole                                                    | 3                                                                    | [ 35 ]                                                               |
| 12/06/2009                                                           | Porto San Giorgio                                                    | Italia U-22 LNP                                                      | 61 - 98                                                              | Italia                                                               | Torneo amichevole                                                    | 6                                                                    | [ 36 ]                                                               |
| 13/06/2009                                                           | Porto San Giorgio                                                    | Italia                                                               | 73 - 68                                                              | Albania                                                              | Torneo amichevole                                                    | 4                                                                    | [ 37 ]                                                               |
| 16/06/2009                                                           | Casale Monferrato                                                    | Italia                                                               | 82 - 76                                                              | Croazia                                                              | Amichevole                                                           | 4                                                                    | [ 38 ]                                                               |
| 18/06/2009                                                           | Biella                                                               | Italia                                                               | 94 - 61                                                              | Giordania                                                            | Torneo amichevole                                                    | 10                                                                   | [ 39 ]                                                               |
| 19/06/2009                                                           | Biella                                                               | Italia                                                               | 67 - 79                                                              | Grecia                                                               | Torneo amichevole                                                    | 6                                                                    | [ 40 ]                                                               |
| 20/06/2009                                                           | Biella                                                               | Italia                                                               | 75 - 70                                                              | Croazia                                                              | Torneo amichevole                                                    | 8                                                                    | [ 41 ]                                                               |
| 28/06/2009                                                           | Teramo                                                               | Italia                                                               | 106 - 69                                                             | Albania                                                              | G. Mediterraneo 2009 - Fase a gironi                                 | 5                                                                    | [ 42 ]                                                               |
| 29/06/2009                                                           | Teramo                                                               | Italia                                                               | 107 - 70                                                             | Montenegro                                                           | G. Mediterraneo 2009 - Fase a gironi                                 | 10                                                                   | [ 43 ]                                                               |
| 30/06/2009                                                           | Teramo                                                               | Italia                                                               | 119 - 121 dts                                                        | Turchia                                                              | G. Mediterraneo 2009 - Fase a gironi                                 | 2                                                                    | [ 44 ]                                                               |
| 01/07/2009                                                           | Roseto degli Abruzzi                                                 | Italia                                                               | 75 - 64                                                              | Serbia                                                               | G. Mediterraneo 2009 - Quarti                                        | 4                                                                    | [ 45 ]                                                               |
| 02/07/2009                                                           | Teramo                                                               | Italia                                                               | 104 - 108 dts                                                        | Croazia                                                              | G. Mediterraneo 2009 - Semifinali                                    | 4                                                                    | [ 46 ]                                                               |
| 04/07/2009                                                           | Teramo                                                               | Italia                                                               | 71 - 88                                                              | Turchia                                                              | G. Mediterraneo 2009 - Finale 3º posto                               | 3                                                                    | [ 47 ]                                                               |
| 14/07/2009                                                           | Bormio                                                               | Italia                                                               | 64 - 63                                                              | Rep. Ceca                                                            | Amichevole                                                           | 5                                                                    | [ 48 ]                                                               |
| 17/07/2009                                                           | Bormio                                                               | Italia                                                               | 67 - 63                                                              | Senegal                                                              | Torneo amichevole                                                    | 4                                                                    | [ 49 ]                                                               |
| 25/07/2009                                                           | Trento                                                               | Italia                                                               | 91 - 69                                                              | Canada                                                               | Torneo amichevole                                                    | 2                                                                    | [ 50 ]                                                               |
| 27/07/2009                                                           | Trento                                                               | Italia                                                               | 83 - 72                                                              | Portogallo                                                           | Torneo amichevole                                                    | 0                                                                    | [ 51 ]                                                               |
| 01/08/2009                                                           | Conegliano                                                           | Italia                                                               | 81 - 75                                                              | Canada                                                               | Amichevole                                                           | 4                                                                    | [ 52 ]                                                               |
| 14/08/2009                                                           | Pau                                                                  | Francia                                                              | 81 - 61                                                              | Italia                                                               | Qual. Euro 2009                                                      | 0                                                                    | [ 53 ]                                                               |
| 20/08/2009                                                           | Porto San Giorgio                                                    | Italia                                                               | 89 - 95                                                              | Finlandia                                                            | Qual. Euro 2009                                                      | 2                                                                    | [ 54 ]                                                               |
| 09/07/2010                                                           | Bormio                                                               | Italia                                                               | 88 - 46                                                              | Ungheria                                                             | Torneo amichevole                                                    | 5                                                                    | [ 55 ]                                                               |
| 11/07/2010                                                           | Bormio                                                               | Italia                                                               | 78 - 41                                                              | Iran                                                                 | Torneo amichevole                                                    | 10                                                                   | [ 56 ]                                                               |
| 16/07/2010                                                           | Firenze                                                              | Italia                                                               | 83 - 60                                                              | Macedonia                                                            | Torneo amichevole                                                    | 2                                                                    | [ 57 ]                                                               |
| 17/07/2010                                                           | Firenze                                                              | Italia                                                               | 88 - 76                                                              | Polonia                                                              | Torneo amichevole                                                    | 10                                                                   | [ 58 ]                                                               |
| 18/07/2010                                                           | Firenze                                                              | Italia                                                               | 83 - 84                                                              | Bulgaria                                                             | Torneo amichevole                                                    | 0                                                                    | [ 59 ]                                                               |
| 24/07/2010                                                           | Parenzo                                                              | Croazia                                                              | 89 - 72                                                              | Italia                                                               | Amichevole                                                           | 4                                                                    | [ 60 ]                                                               |
| 25/07/2010                                                           | Pola                                                                 | Croazia                                                              | 80 - 71                                                              | Italia                                                               | Amichevole                                                           | 0                                                                    | [ 61 ]                                                               |
| 02/08/2010                                                           | Bari                                                                 | Italia                                                               | 71 - 79                                                              | Israele                                                              | Qual. Euro 2011                                                      | 2                                                                    | [ 62 ]                                                               |
| 05/08/2010                                                           | Riga                                                                 | Lettonia                                                             | 69 - 68                                                              | Italia                                                               | Qual. Euro 2011                                                      | 2                                                                    | [ 63 ]                                                               |
| 08/08/2010                                                           | Bari                                                                 | Italia                                                               | 82 - 73                                                              | Finlandia                                                            | Qual. Euro 2011                                                      | 0                                                                    | [ 64 ]                                                               |
| 11/08/2010                                                           | Bijelo Polje                                                         | Montenegro                                                           | 71 - 62                                                              | Italia                                                               | Qual. Euro 2011                                                      | 2                                                                    | [ 65 ]                                                               |
| 17/08/2010                                                           | Tel Aviv                                                             | Israele                                                              | 76 - 81                                                              | Italia                                                               | Qual. Euro 2011                                                      | 4                                                                    | [ 66 ]                                                               |
| 20/08/2010                                                           | Bari                                                                 | Italia                                                               | 109 - 93                                                             | Lettonia                                                             | Qual. Euro 2011                                                      | 2                                                                    | [ 67 ]                                                               |
| 23/08/2010                                                           | Vantaa                                                               | Finlandia                                                            | 83 - 85                                                              | Italia                                                               | Qual. Euro 2011                                                      | 2                                                                    | [ 68 ]                                                               |
| 26/08/2010                                                           | Bari                                                                 | Italia                                                               | 72 - 71                                                              | Montenegro                                                           | Qual. Euro 2011                                                      | 5                                                                    | [ 69 ]                                                               |
| 13/03/2011                                                           | Assago                                                               | Italia                                                               | 90 - 88                                                              | World Stars                                                          | All Star Game                                                        | 4                                                                    | [ 70 ]                                                               |
| 24/11/2017                                                           | Torino                                                               | Italia                                                               | 75 - 70                                                              | Romania                                                              | Qual. Mondiali 2019                                                  | 4                                                                    | [ 71 ]                                                               |
| 26/11/2017                                                           | Zagabria                                                             | Croazia                                                              | 64 - 80                                                              | Italia                                                               | Qual. Mondiali 2019                                                  | 0                                                                    | [ 72 ]                                                               |
| Totale                                                               |                                                                      | Presenze                                                             | 67                                                                   |                                                                      | Punti                                                                | 249                                                                  |                                                                      |

## Palmarès
- Campionato italiano: 1

Pall. Treviso: 2005-06